# Gahvare-ye Did

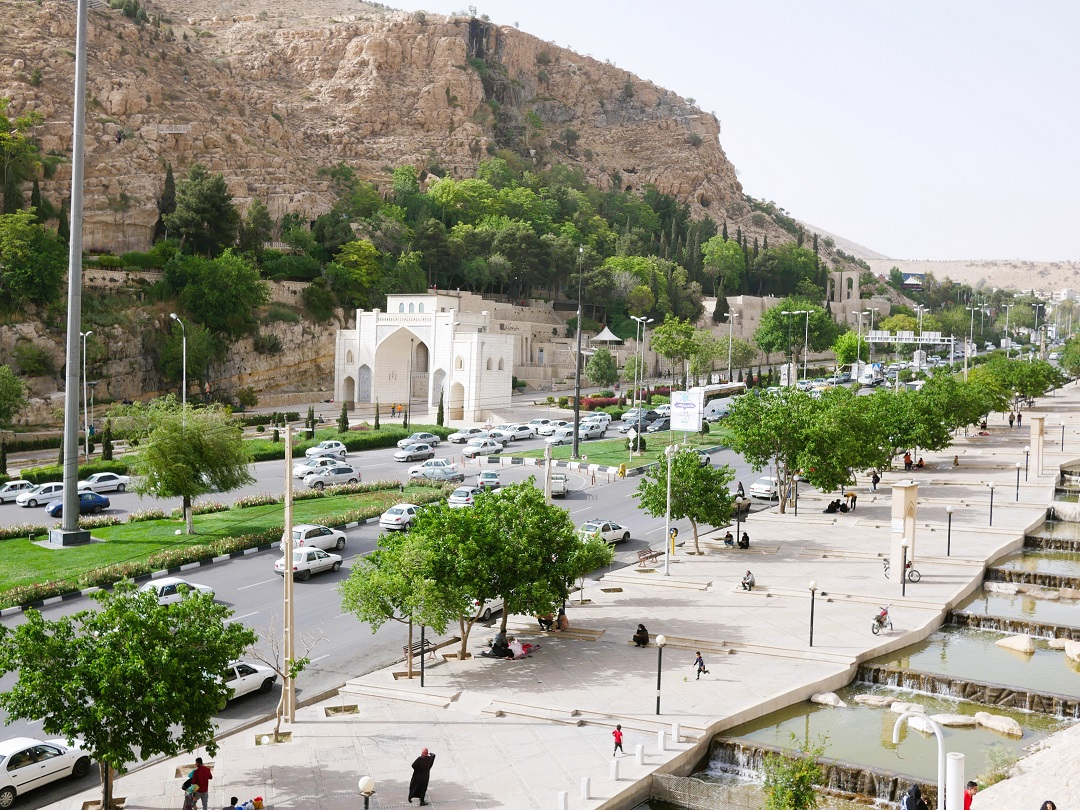
Qu'ran-Tor, Schiras

Gahvare-ye Did, auch Gahvareh Zeid oder Azod Dom (persisch گهواره دید شیراز; „Wiege der Aussicht“), ist ein würfelförmiger Kuppelbau in schlichter Vierbogenstruktur (Chehel Taq) am Stadtrand Schiras’ auf dem Berg Chehel Maqam auf einer Höhe von 1700 M. ü. M. Die Grundfläche beträgt rund vier mal vier Meter, Gesamthöhe drei Meter.
Der Herrscher Adud ad-Daula der Buyiden-Dynastie, die im 10. Jahrhundert in Schiras residierten, ließ den Turm erbauen. Er diente als Wach- und Signalturm. Ein großes Gebiet, insbesondere die Zufahrtstraße durch die Allaho-Akbar-Schlucht zur Stadt Schiras, konnte so überwacht, bei Not die Stadt und andere Wachtürme mit Rauchsignal, Spiegel oder in der Nacht mit Feuer alarmiert werden.
Unten im Tal, im Berg-Einschnitt, befindet sich das bekannte Stadttor Qur’an. Die gegenüberliegende Straßenseite (Ostseite) des Qur’antors ist der Ausgangspunkt zum Gahvare-ye Did hinauf. 100 Höhenmeter sind über rund 500 Treppenstufen einfach zu überwinden, die letzten Meter heutzutage gar in einem lichten Wald. Die bei ausländischen Touristen kaum bekannte Ecke ist ein naher Aussichts-, Ausflugs- und Picknickort für die Bewohner Schiras’.
Gahvareh Did ist ein nationales Kulturerbe.